# 科沃布热格
科沃布热格（波蘭語：Kołobrzeg）是波兰西北部城市，濒临波罗的海，是西波美拉尼亚省科沃布热格县县治。旧称科尔贝格（德語：Kolberg）。
二战前属于普鲁士王国和德国，战争中80%城市被毁。战后划归波兰，德国人均被驱逐。1950年到1998年属科沙林省, 现属西波美拉尼亚省。科沃布热格是一个港口城市，也是文化休闲中心和疗养胜地。在海边有一个温泉公园。

## 图集

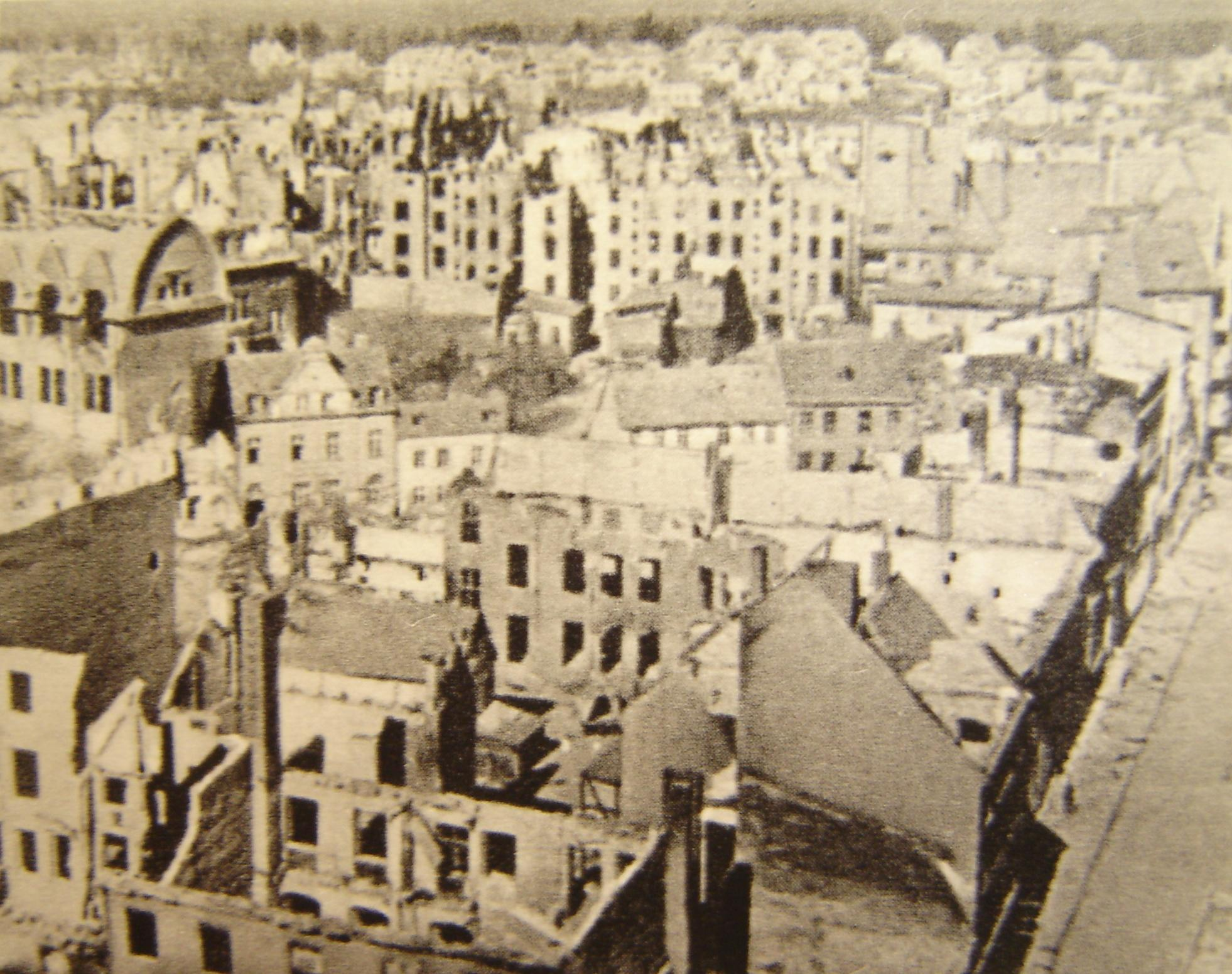
1945年
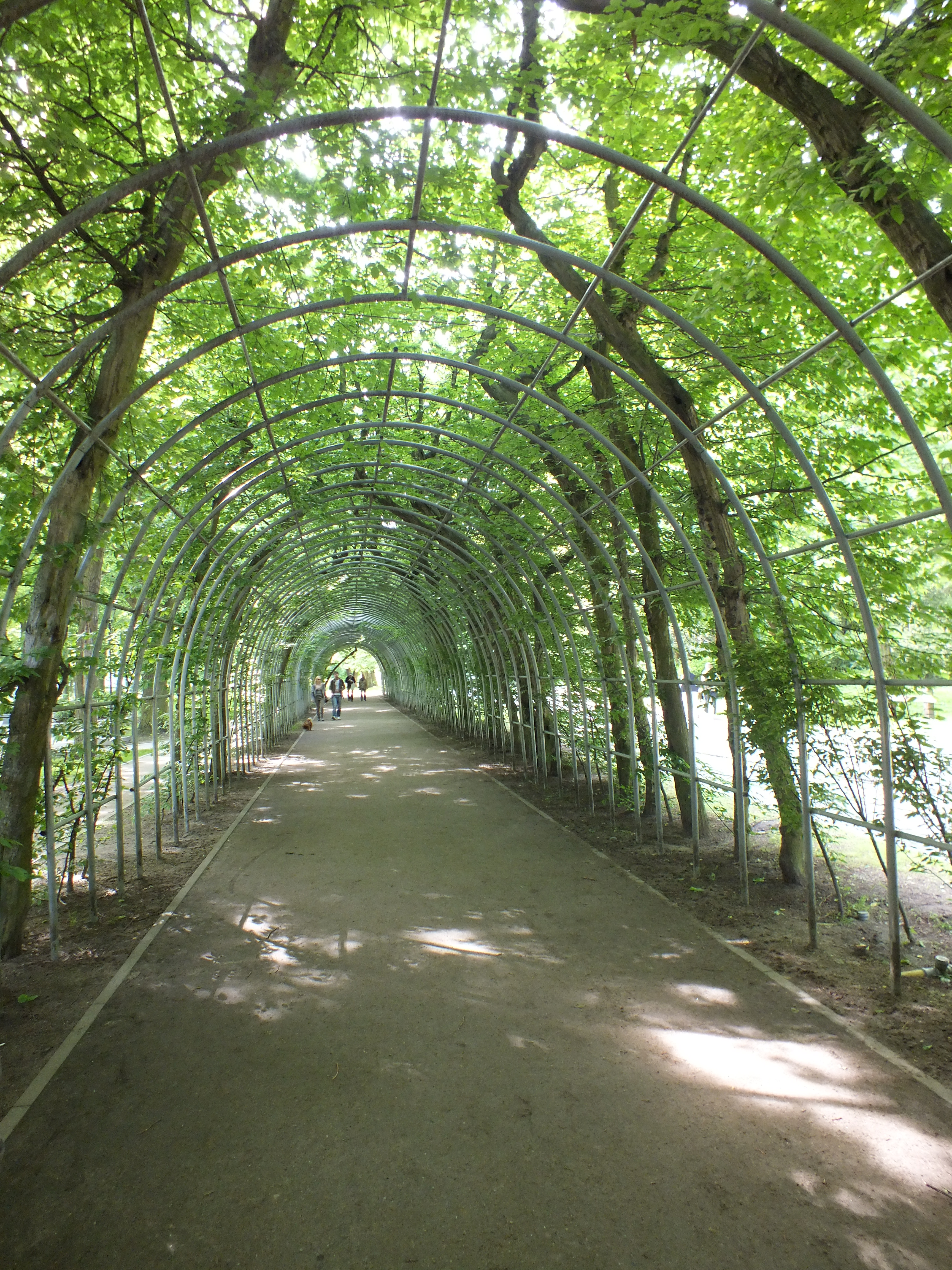
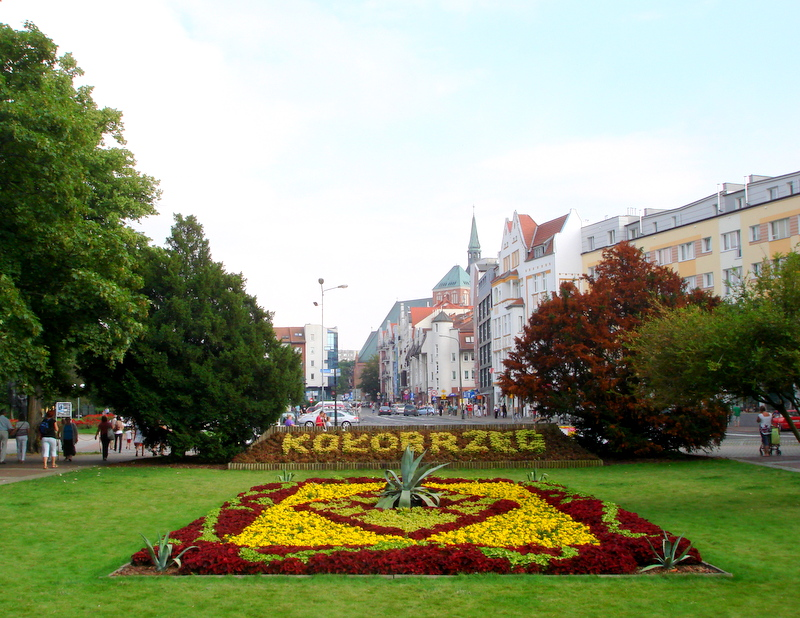
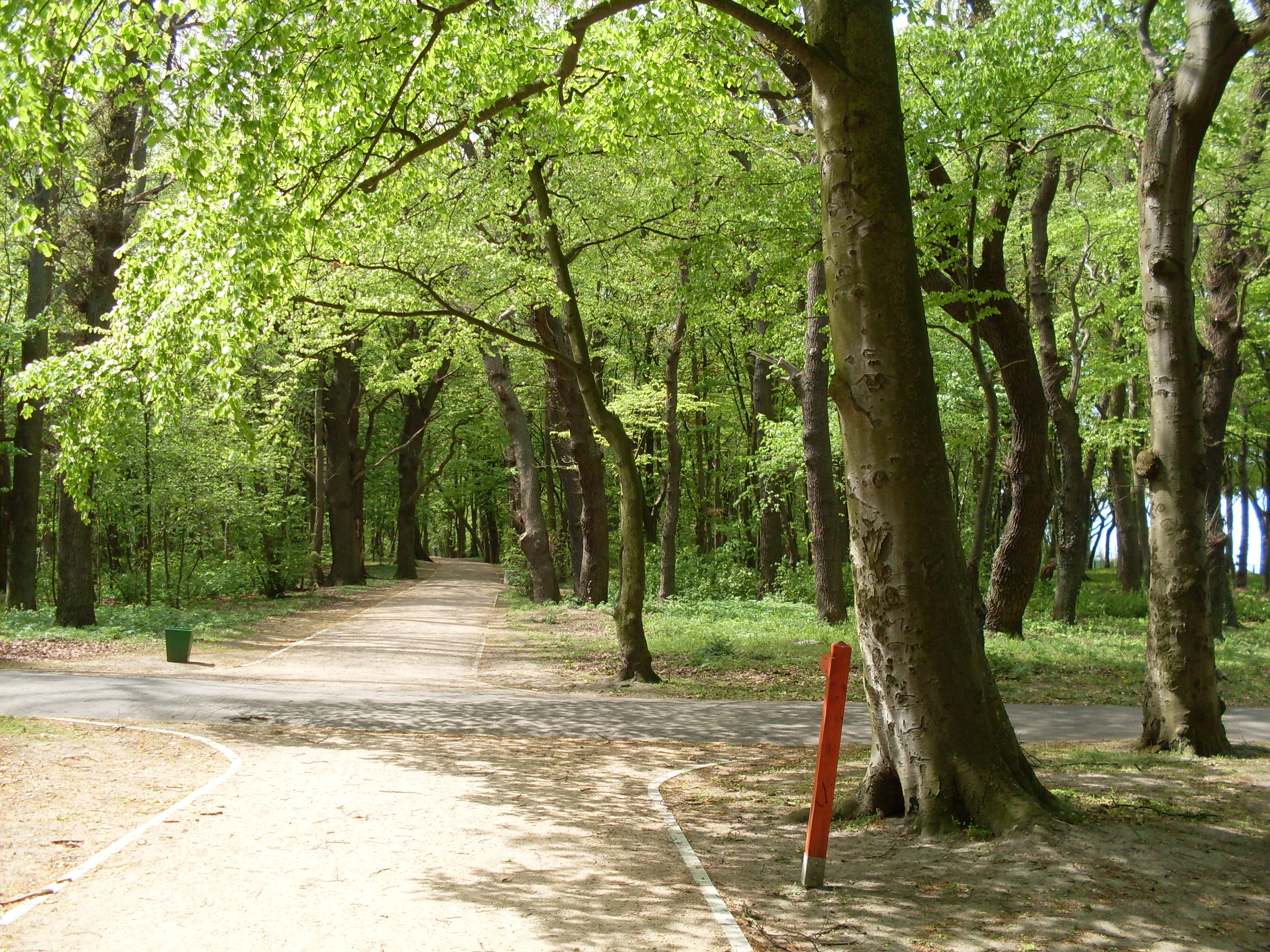
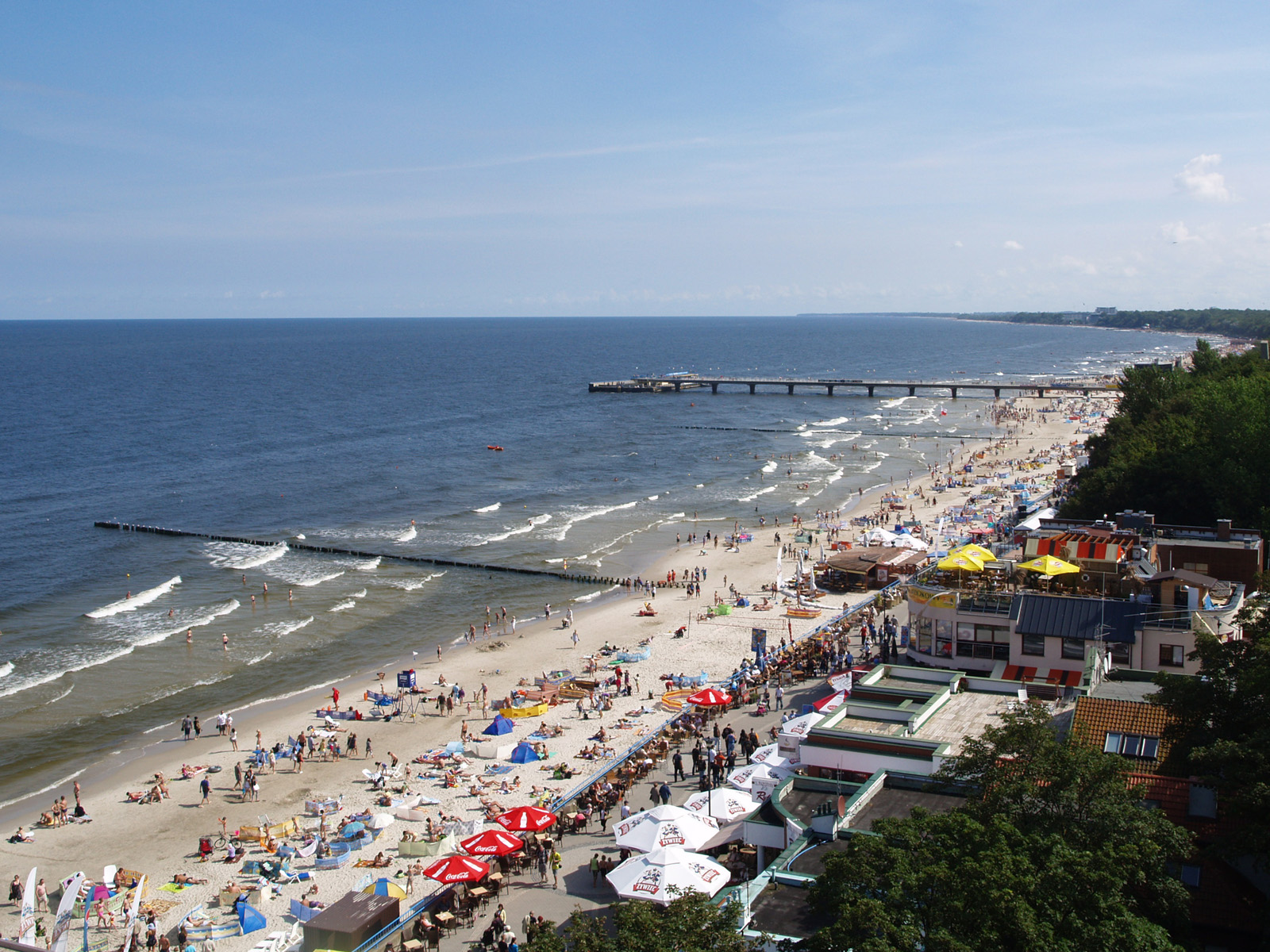
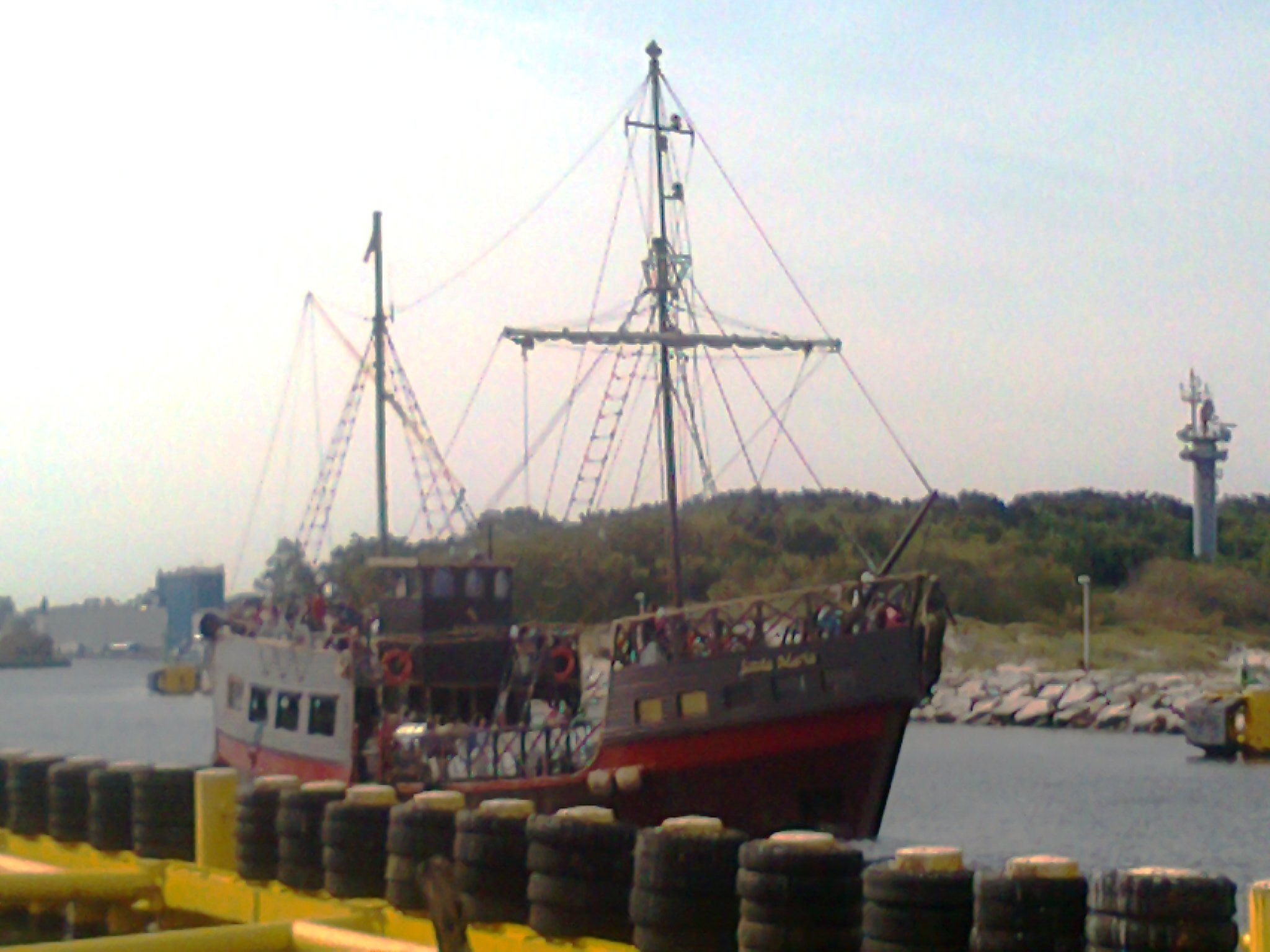
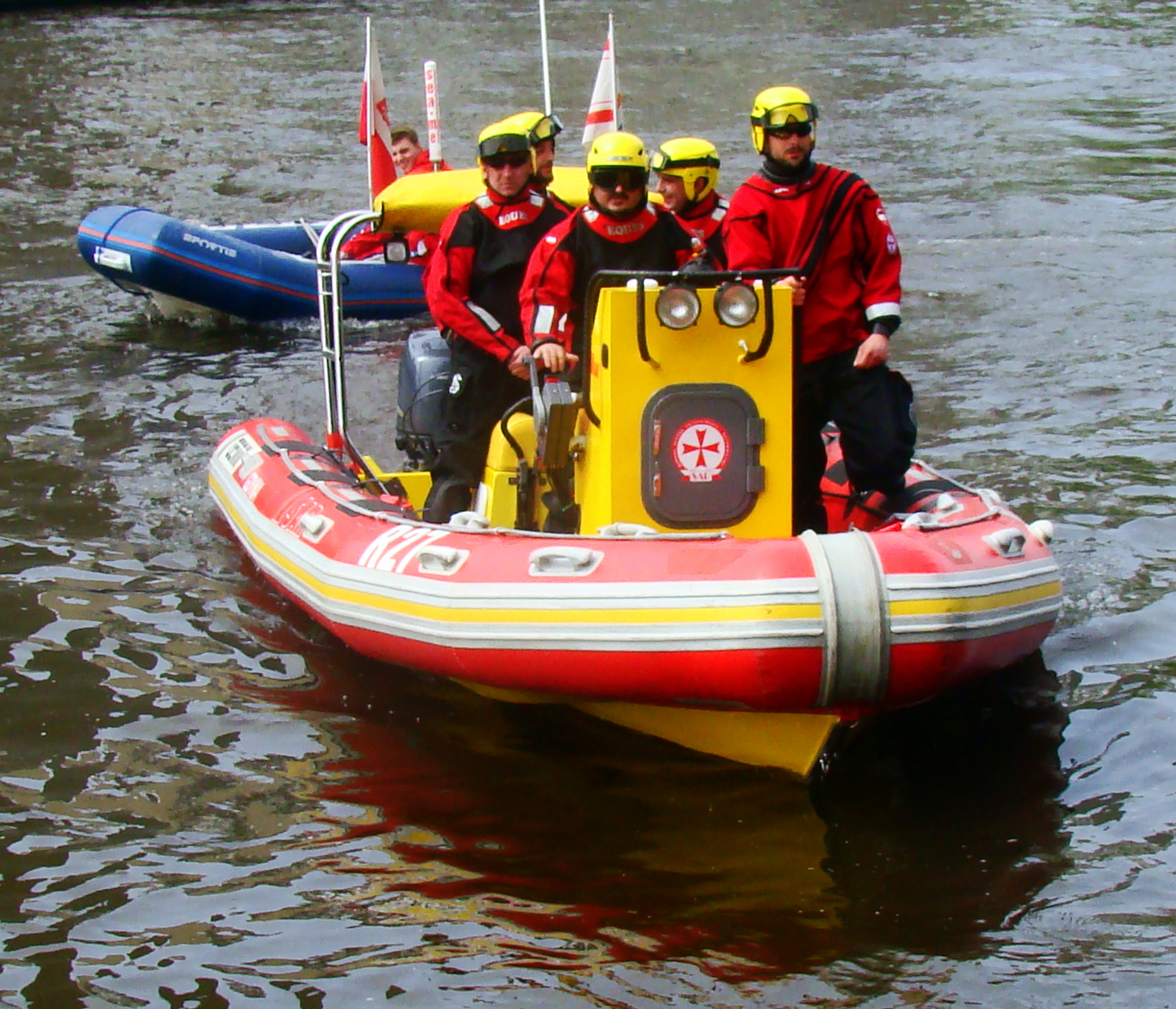
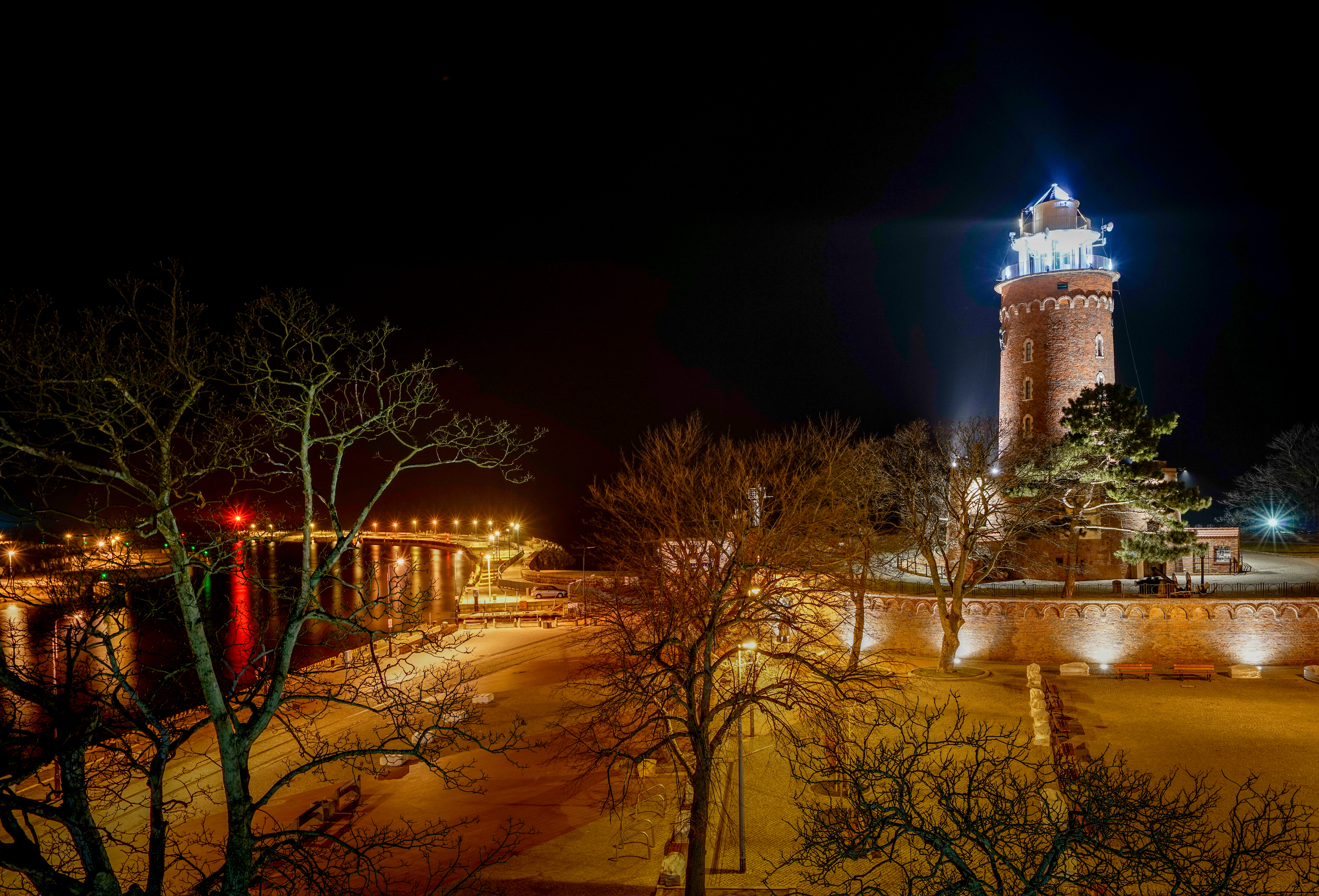
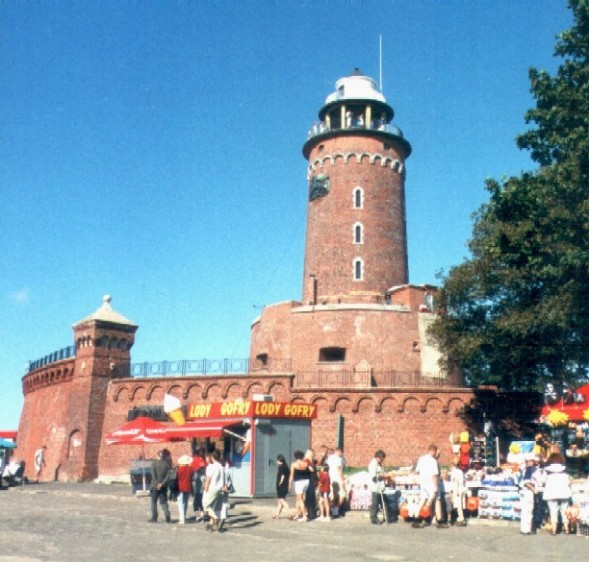
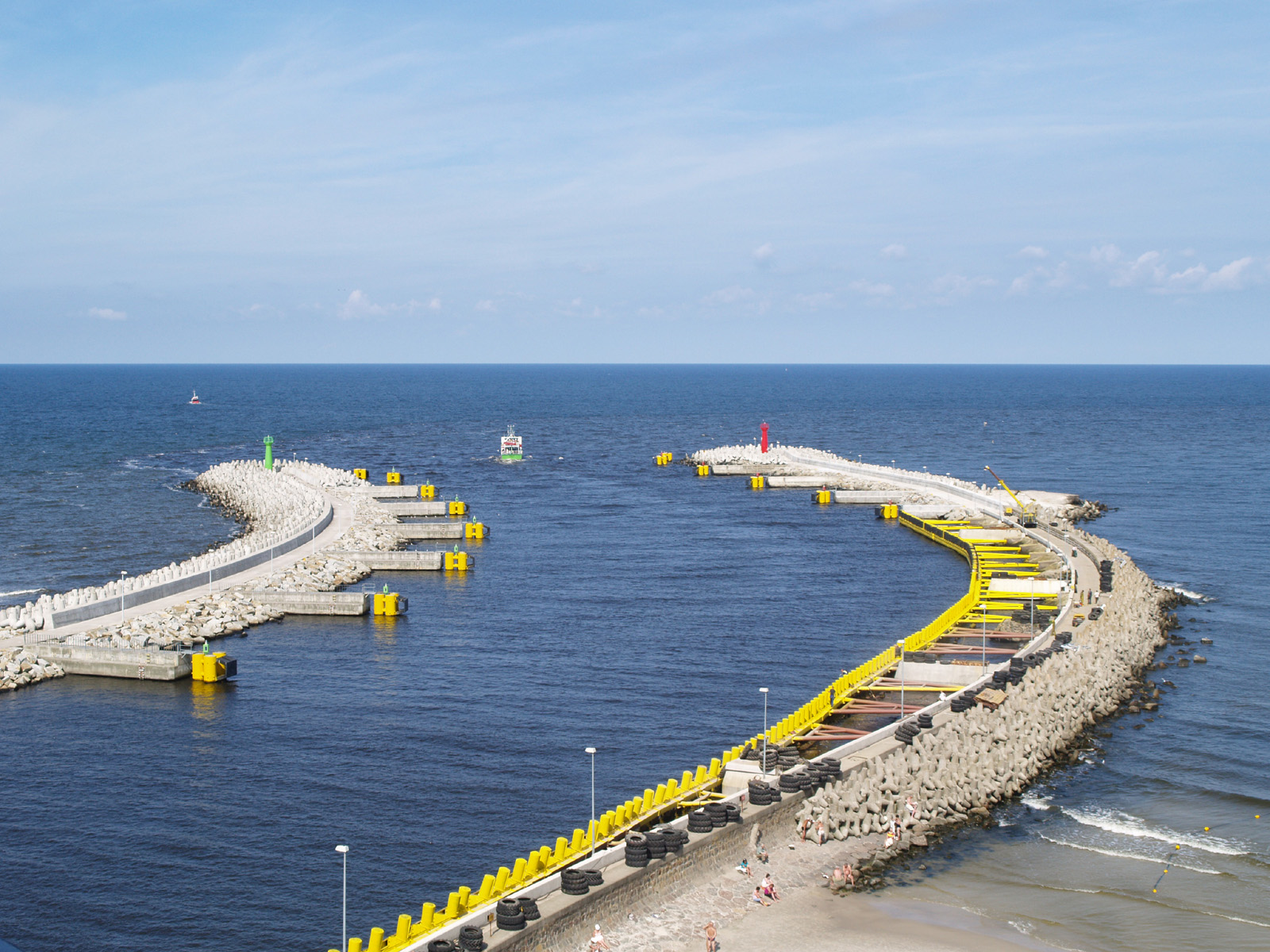